# Gavignano Sabino
Gavignano Sabino è una frazione del comune di Forano nella provincia di Rieti, nella regione del Lazio.

## Geografia fisica

### Territorio
Gavignano sorge nella valle del Tevere, sopra una bassa collina sulla sponda sinistra del fiume. Si trova 3 km a sud di Forano.
Il paese fortificato medievale, detto anche "Gavignano Alto", si è oggi espanso a valle della collina con il paese di "Gavignano Basso", sorto in tempi recenti attorno alla stazione ferroviaria.

## Storia
La leggenda vuole che Gavignano (nota anticamente anche come Sabinianum o Gabinianum) sia stata costruita là dove si trovava una villa della Gens Gabinia e che il paese abbia tratto il nome dal console romano Sabiniano o Gabiniano. Secondo altri sarebbe invece stata fondata sulle rovine di Gabiniano o Gabio in Sabina, città fondata dal console Aulo Gabinio.
Il paese era comunque popolato già in età romana, come testimoniano le tracce di muri in opera reticolata. La prima menzione del paese nei documenti d'archivio risale al 1097.
Nel medioevo il castello di Gavignano fu possesso dell'abbazia di Farfa, degli Orsini, dei conti di Ravenna, poi della famiglia Cesi di Acquasparta, dei principi Vaini, dei marchesi Simonetti e infine dei Pellegrini e dei De Somma.

## Luoghi d'interesse
- Il borgo di Gavignano mantiene ancora oggi la sua fisionomia di castello medievale.[1] La parte frontale del castello è andata distrutta, mentre si conservano ancora il palazzo di piazza Pellegrini e l'arco quattrocentesco che costituiva la porta di ingresso al paese, munito di un orologio e di una campana che scandisce le ore.[1]

- La chiesa parrocchiale di Santa Maria Assunta (seconda metà dell'XI secolo[1]); fu completamente restaurata nel 1775[1] dal cardinale Rezzonico.[2] Al suo interno si trova un quadro di San Filippo Neri.[1]

## Infrastrutture e trasporti

### Strade
Il paese è attraversato dalla strada regionale 657 Sabina, che lo collega con Civita Castellana (VT) e Poggio Mirteto.
Sull'altra sponda del Tevere, nel territorio comunale di Ponzano Romano, è facilmente accessibile l'Autostrada del Sole con il casello di Ponzano Romano-Soratte.

### Ferrovie
Il paese è attraversato dalla ferrovia Roma-Orte (linea lenta) ed è servito dalla stazione di Gavignano Sabino. Sulla linea si svolge il servizio della linea regionale FL1, con treni ogni ora verso Poggio Mirteto, Fara in Sabina, Roma Tiburtina e l'aeroporto di Roma-Fiumicino.